# Heterostigma separ
Heterostigma separ är en sjöpungsart som beskrevs av Ärnbäck 1924. Heterostigma separ ingår i släktet Heterostigma och familjen lädermantlade sjöpungar. Arten har ej påträffats i Sverige. Inga underarter finns listade i Catalogue of Life.